# Двинянинов, Андрей Алексеевич
Андре́й Алексе́евич Двиня́нинов (3 сентября 1985, Устинов — 24 июня 2017, Постол, Удмуртия) — российский следж-хоккеист. Нападающий сборной России по следж-хоккею. Серебряный призёр Паралимпийских игр 2014, на которых вошёл в восьмёрку лучших бомбардиров. Бронзовый призёр чемпионата мира по следж-хоккею 2013 года, участник первенства Европы 2011 года. Серебряный призёр первенств России 2009, 2011 и 2012, чемпион страны 2010 и 2014 годов. Заслуженный мастер спорта России (2014). В 2016 году перешёл в ханты-мансийский клуб «Югра», до этого выступал за ижевскую команду «Удмуртия».

## Биография
Племянник биатлониста Валерия Медведцева.
Во время службы в армии Двинянинов отморозил ноги; из-за развившейся гангрены их пришлось ампутировать. Стал заниматься следж-хоккей и в 2009 году в Ижевске начал тренироваться.
Во время Зимних Паралимпийских игр в Сочи (2014) в составе сборной России по следж-хоккею завоевал серебряную медаль.
Скончался 24 июня 2017 года.

## Награды
- Медаль ордена «За заслуги перед Отечеством» I степени (17 марта 2014 года) — за большой вклад в развитие физической культуры и спорта, высокие спортивные достижения на XI Паралимпийских зимних играх 2014 года в городе Сочи[9].